# Stadio dei Marsi-Sandro Cimarra
Lo stadio dei Marsi-Sandro Cimarra è un impianto sportivo di Avezzano (AQ) la cui capienza stimata è di 3 692 posti. È intitolato al popolo italico dei Marsi e alla memoria di Sandro Cimarra, centrocampista e capitano dell'Avezzano Calcio, squadra che vi disputa stabilmente le gare interne.

## Storia

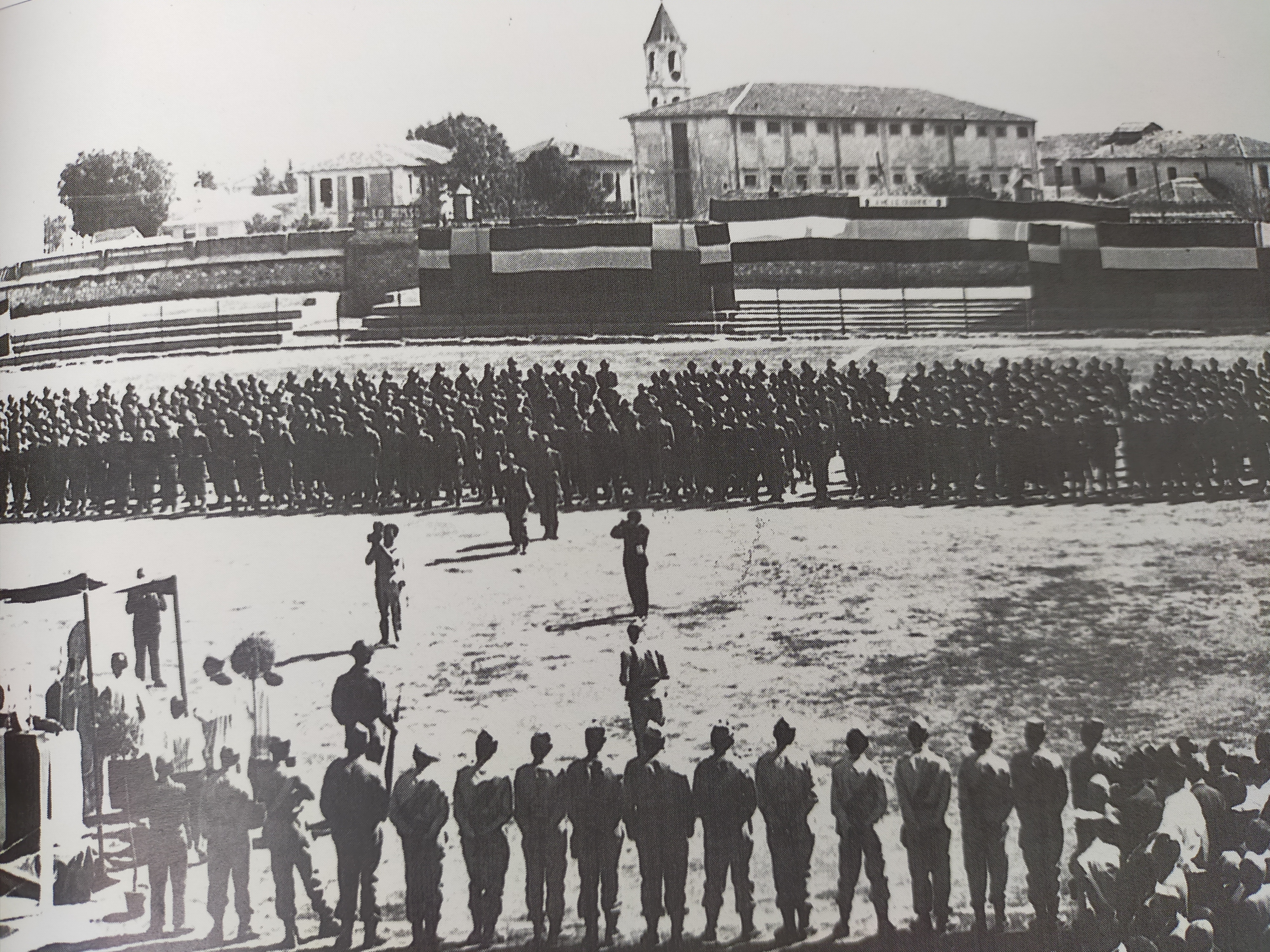
Inaugurazione dello stadio in una foto d'epoca

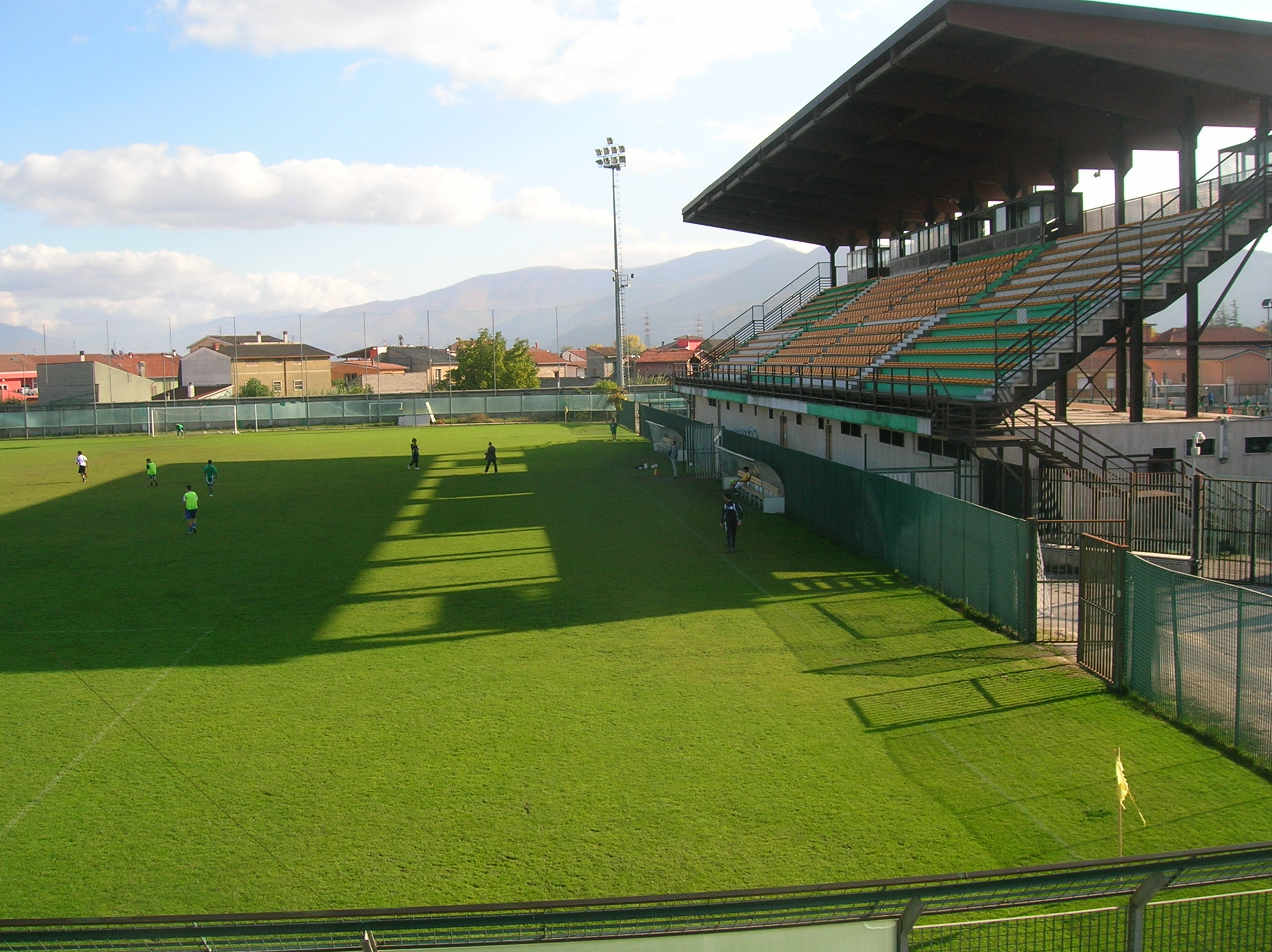
Manto erboso e tribuna del Dei Marsi-Cimarra

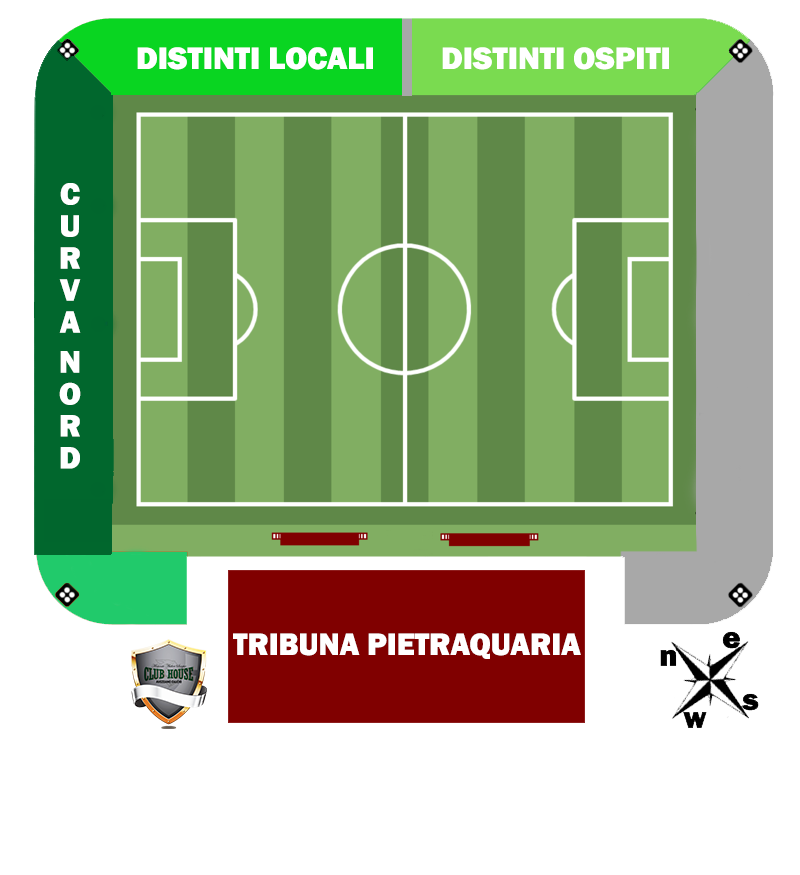
Planimetria dello stadio

L'impianto sportivo venne costruito a cominciare dal 1934 nei pressi dell'area dell'ex campo boario, tra i quartieri di San Nicola e Via Napoli. Fu gestito in piena epoca fascista dalla GIL acquisendo il nome di "Stadio del Littorio".
Fin dall'inaugurazione, avvenuta ufficialmente dopo la seconda guerra mondiale il 31 agosto 1948 con l'intitolazione al popolo italico dei Marsi, la struttura ospita le gare interne ufficiali del club dell'Avezzano.
I Torlonia per l'occasione fecero realizzare la recinzione e la tribuna di legno.
Negli anni settanta e ottanta, dopo la costruzione dello stadio dei Pini a Borgo Pineta, venne utilizzato alternativamente con quest'ultimo come stadio casalingo della principale società calcistica cittadina. Restò chiuso alle attività agonistiche tra il 1987 e il 1990 per consentire importanti lavori di ristrutturazione. Il Dei Marsi rinnovato prevedeva una tribuna coperta, solo in seguito fornita di seggiolini, e il settore "distinti" realizzato nel "prato" della vecchia struttura, comprendente due tribune modulari prefabbricate in acciaio zincato. Venne altresì dotato di un moderno impianto d'illuminazione e quattro torri faro a struttura fissa.
Dagli anni novanta rappresenta l'unico impianto di gioco per gare ufficiali del club abruzzese.
Nell'estate del 1990, qualche settimana dopo il campionato mondiale di calcio "Italia '90", venne inaugurato nella sua nuova veste con una gara amichevole disputata tra l'Avezzano, fresco vincitore del Campionato Interregionale, e il Pescara (militante in Serie B). La gara, disputata in notturna il primo agosto, terminò 3-0 in favore dei biancazzurri. Alcune settimane dopo vi si disputarono anche le amichevoli con il Lecce e la Roma allenata da Ottavio Bianchi.
I giallorossi capitolini tornarono a giocarvi in amichevole nel 1992-1993, mentre nella stagione successiva, durante il periodo estivo, venne organizzata l'amichevole tra l'Avezzano e il Cagliari (i sardi quell'anno disponevano di un ottimo complesso che riuscì a raggiungere la semifinale di Coppa UEFA).
Tra le principali partite disputatevi figurano i derby Avezzano-L'Aquila e quelli giocati negli anni novanta in Serie C2 con diverse squadre abruzzesi quali Francavilla, Giulianova, Vastese, Lanciano, Teramo, Castel di Sangro e Chieti.
Si giocò allo stadio dei Marsi anche la partita del 19 maggio 1991 Avezzano-Colligiana, terminata 2-0 per i biancoverdi. La gara era valevole come match di andata dei play-off per salire in C2 tra le vincenti dei rispettivi gironi dell'Interregionale 1990-1991; nel ritorno a Colle di Val d'Elsa in Toscana il risultato di 1-1 consentì ai biancoverdi di essere promossi tra i professionisti. Durante quella stagione si disputò anche la finale Interregionale di Coppa Italia Dilettanti contro i liguri del Savona persa ai tiri di rigore. Diversi gli incontri che vi si sono disputati, valevoli per la terza e quarta serie, con squadre blasonate come Ancona, Ascoli, Avellino, Catania, Catanzaro, Livorno, Taranto. Una insolita amichevole vi si disputò il 24 giugno 1992 tra i biancoverdi e la nazionale olimpica del Ghana.
Nell'estate del 1995 lo stadio dei Marsi ospitò, insieme agli impianti sportivi delle vicine Celano e Trasacco, un'edizione del torneo di calcio giovanile Città di Avezzano, riservato a squadre della categoria Primavera. Al torneo parteciparono Roma, Lazio e Avezzano in un girone, Juventus, Pescara e Napoli nell'altro raggruppamento. Il torneo fu aggiudicato dalla Juventus che sconfisse in finale la Roma. Sempre in quel periodo lo stadio vide aumentata la propria capienza con la costruzione, completata nella successiva stagione, del settore "Curva Nord", laddove esisteva già nell'impianto vecchio. La curva, riservata agli ultras avezzanesi, fu realizzata con una struttura metallica simile a quella del settore "distinti".
Negli anni duemila l'Avezzano Calcio ha disputato allo stadio dei Marsi diverse amichevoli con formazioni di categoria superiore come Pescara, Frosinone e Cosenza.
Dal 2007 al 2010 vi si sono disputate le partite casalinghe del Pescina Valle del Giovenco impegnata nei tornei di Lego Pro Prima e Seconda divisione; dal 2014 la formazione di Paterno, vi ha giocato alcune gare interne del torneo regionale di Eccellenza e nella stagione 2016-2017 quasi tutte le gare casalinghe valevoli per il medesimo torneo.
Nel 2017 la sala stampa è stata intitolata al campione del ciclismo Vito Taccone.
Nella stagione 2019-2020 l'Angizia Luco vi ha disputato le gare casalinghe del massimo torneo regionale.
Il 10 novembre 2024 la locale amministrazione comunale ha intitolato la struttura sportiva al compianto calciatore Sandro (Giuseppe) Cimarra, centrocampista e capitano dell'Avezzano Calcio nel periodo 1967-1980.
Il 6 gennaio 2025 è stata svelata alla base della tribuna la targa commemorativa in memoria di Tonino Murzilli, responsabile per molti anni del "Club Avis Fedelissimi Bianco Verdi".

## Utilizzo
Lo stadio è utilizzato essenzialmente per il calcio. In passato vi si sono svolte in modo sporadico competizioni di atletica leggera e rugby, mentre al suo interno era presente anche un campo da tennis.

## Competizioni internazionali
Il 13 ottobre 1993 ha ospitato una partita dell'Italia Under-21 contro i pari età della Scozia, valida per le qualificazioni all'Europeo di categoria: la partita terminò con il risultato di 5-2 per gli azzurrini allenati da Cesare Maldini. Marcatori azzurri: Benito Carbone (3), Christian Vieri e Sandro Cois. La vittoria maturata dinanzi a circa 5000 spettatori (per l'occasione fu installata una tribuna metallica aggiuntiva nel settore della Curva Nord) consentì all'Italia di chiudere al primo posto il gruppo 1 di qualificazione. Alla fine il campionato europeo Under-21 edizione 1994, fu vinto dalla selezione azzurra di Maldini.

### XVI Giochi del Mediterraneo
Il 25 giugno 2009 la struttura sportiva ha ospitato la nazionale italiana Under-20, in occasione del torneo calcistico dei XVI Giochi del Mediterraneo di Pescara. La partita, che vedeva gli azzurrini impegnati contro la Siria, è terminata con il risultato di 1-1. Nel medesimo impianto, il 29 giugno, l'Under-20 italiana ha affrontato i pari età della Grecia, battendoli per 3-1, conquistando l'accesso alle semifinali con la nazionale under 20 della Libia.

### Sei Nazioni Under-20
Il 15 marzo 2013 nell'impianto si è disputato l'incontro valevole per il Sei Nazioni Under-20 di rugby tra Italia ed Irlanda, terminato con il risultato di 25-25.

## Settori
| Settore                           | Posti       |
| --------------------------------- | ----------- |
| Tribuna Pietraquaria              | 1.132 posti |
| Curva Nord                        | 1.060 posti |
| Distinti locali e Distinti ospiti | 1.500 posti |
| Totale                            | 3.692       |

## Dati tecnici
- Larghezza minima campo dest.: 2,50 m
- Distanza minima ost.: 2,50 m
- Separazione interna: recinzione
- Tabellone elettronico: no
- Amplificazione sonora: sì
- Illuminazione campo: sì (4 torri faro a struttura fissa)
- Campo pre-riscaldamento: no
- Tribuna Pietraquaria con copertura in legno lamellare
- Cabina stampa: 25 posti al coperto in tre box per tele-radio-web cronisti
- Sala stampa "Vito Taccone": 52 m²
- Club house
- Quattro gazebo punti-ristoro in legno
- Servizi igienici

- Centro della città: 1 km
- Stazione ferroviaria più vicina: 2 km (Stazione di Avezzano)
- Autostrada più vicina: 3 km (A25)
- Aeroporti più vicini: 110 km (Aeroporto di Roma-Ciampino); 112 km (Aeroporto di Pescara); 137 km (Aeroporto di Roma-Fiumicino).